# Callichroma auricomum
Callichroma auricomum là một loài bọ cánh cứng trong họ Cerambycidae.

## Hình ảnh

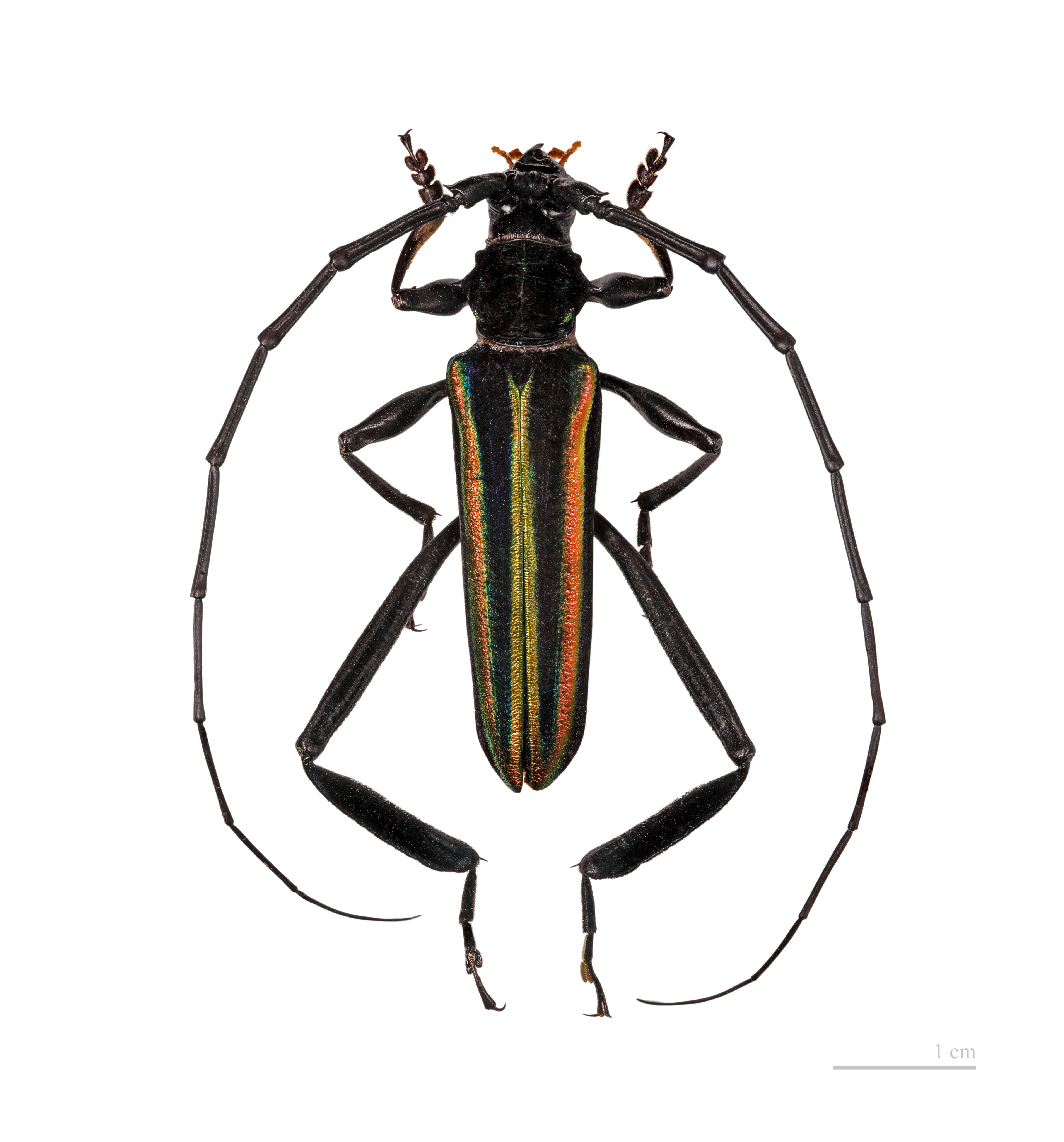
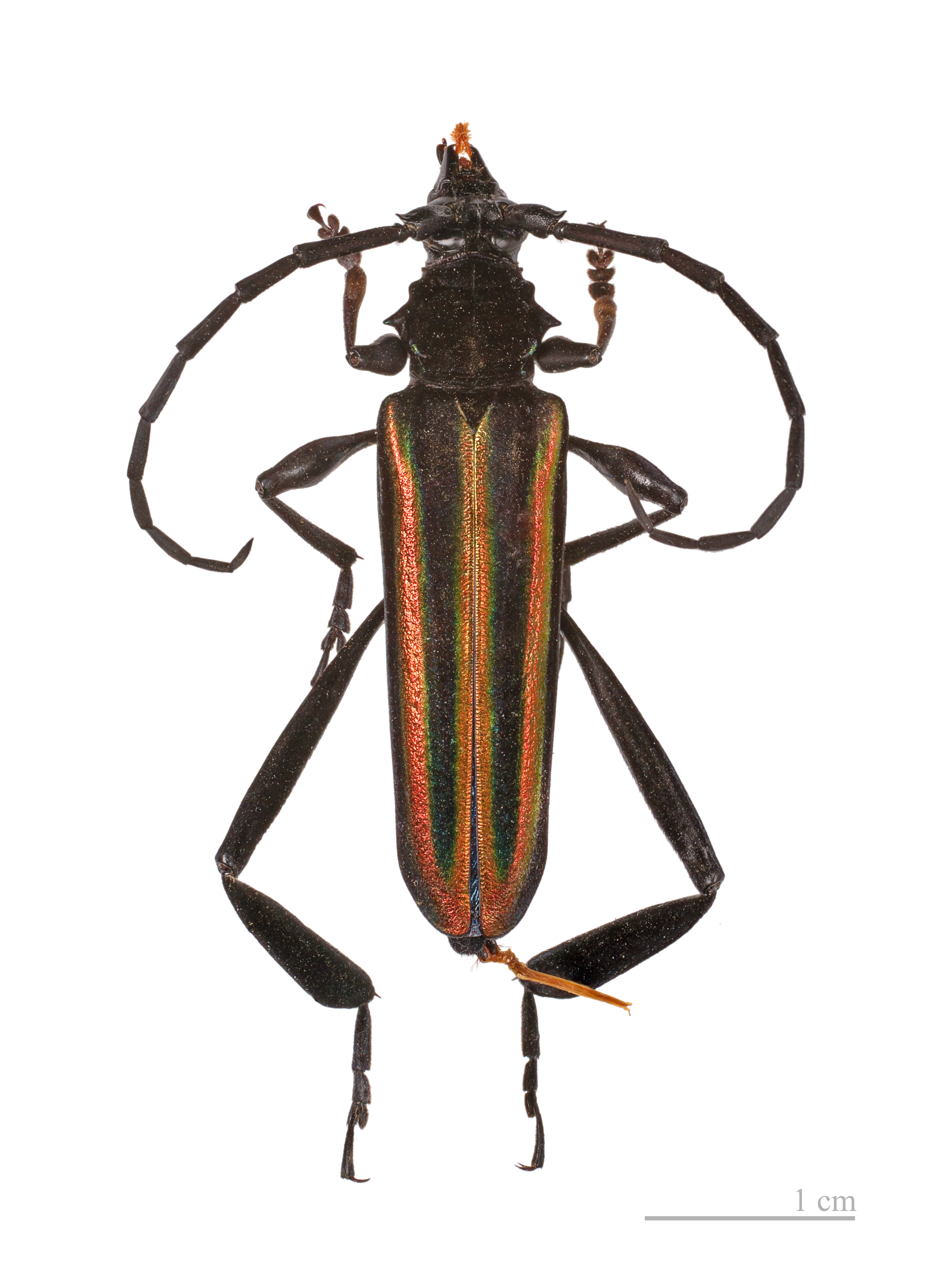